# 새크라멘토 킹스
새크라멘토 킹스(영어: Sacramento Kings)는 미국 캘리포니아주 새크라멘토를 연고지로 하는 NBA 서부 콘퍼런스 퍼시픽 디비전 소속 프로농구 팀이다.
1923년 결성된 뉴욕 로체스터 출신의 로체스터 시그럼즈(영어: Rochester Seagrams, 세미프로팀)로 시작되었으며 이후 20년 동안 그곳에서 많은 팀을 개최하였다. 1945년 로체스터 로열스(영어: Rochester Royals)라는 이름으로 창단, NBL에서 뛰다가 1948년 NBA의 전신인 BAA에 가입했다.
창단 초기 강팀으로 군림하며 NBL 1회 우승, 2회 준우승을 달성했으며 1951년에는 NBA에서도 우승을 차지했다. 그 후 네 차례나 팀명을 바꾼 끝에 1985년, 현재 팀명인 새크라멘토 킹스를 사용하게 됐으나 성적이 부진했다.
1996년, 말루프 가문이 킹스의 새로운 구단주가 되면서 단장 지오프 페트리를 중심으로 대대적인 리빌딩을 감행하여 크리스 웨버, 블라디 디박, 페야 스토야코비치 등을 영입했다. 리빌딩의 성공에 힘입어 팀은 두 시즌 연속 디비전 우승을 달성하는 등 우승 후보로 부상했지만 2002년 컨퍼런스 파이널에 진출해서 로스앤젤레스 레이커스에 3승4패로 패한 것이 최고였다. 결국 전성기를 이끈 선수들의 노쇠화와 이적으로 성적이 급격히 추락해 2008~2009년 시즌엔 팀 역사상 최저 승률인 2할 7리를 기록하는 극심한 부진을 겪었다.

## 성공하지 못한 연고지 이전 계획들 (2011년~2013년)

### 애너하임으로 이전 계획
2011~2012시즌 연고지를 캘리포니아주 애너하임으로 이전할 계획이면, 구단주인 말루프 가문이 2011년 3월19일 US 상표등록협회에
애너하임 로열스(영어: Anaheim Royals), 애너하임 로열스 오브 서던 캘리포니아(영어: Anaheim Royals of Southern California), 오렌지카운티 로열스(영어: Orange County Royals), 로스앤젤레스 로열스(영어: Los Angeles Royals) 등 총 4가지의 팀명을 채택해 등록시켰다. 그만큼 새크라멘토를 벗어나겠다는 킹스 구단의 의지는 강하다. 애너하임으로 이전하면 홈경기장도 혼다 센터로 변경된다. 2011년 5월2일 킹스구단주인 말루프 가문은 2011~2012시즌 새크라멘토에 머물 것이라고 하였다. 이로써 연고지 이전은 2012~2013시즌로 미루어졌다.

### 첫 번째 잔류
새크라멘토 킹스가 연고지 이전을 없던 일로 하고 계속 새크라멘토에 남을 전망이다.
새크라멘토 지역 언론 새크라멘토 비는 2012년 2월 27일 새크라멘토 시가 새로운 경기장을 짓는데 동의하면서 킹스 구단이 연고지를 이전하지 않기로 결정했다고 보도했다.
킹스의 구단주 조지, 가빈 말루프 형제는 새 경기장 설립에 7,500만 달러를 선행 투자하기로 결정했다. 새크라멘토 시는 2억 내지 2억 5천만 달러를 투자할 것으로 알려졌다. 조지 말루프는 "새로운 경기장은 선수들의 구미를 당길 것"이라며 기대감을 드러냈다.

### 시애틀로 이전 계획
새크라멘토 킹스가 매각돼 시애틀에 새로운 둥지를 틀 전망이다. 스포츠전문 케이블 ESPN은 2013년 1월 22일(한국시간) 새크라멘토가 헤지 펀드 매니저 크리스 핸슨이 이끄는 시애틀 투자 그룹에 팀을 5억 2,500만달러(약 5,575억원)에 매각하기로 합의했다고 전했다. NBA도 새크라멘토의 매각과 시애틀 이전을 승인하기로 뜻을 굳힌 것으로 알려지고 있다.
시애틀 투자 그룹이 새크라멘토 킹스를 매각한 뒤 시애틀 킹스가 아닌 시애틀 슈퍼소닉스로 만들고 싶어하기 때문이다. 결국 다음 시즌부터는 새롭게 부활한 시애틀 슈퍼소닉스(영어: Seattle Supersonics)를 보게 되는 것이다.
이 같은 일이 가능한 이유는 시애틀 시에서 슈퍼소닉스라는 팀명에 대한 권리를 아직 가지고 있기 때문이다. 새로운 시애틀 슈퍼소닉스는 다음 시즌부터 두 시즌 동안은 과거 시애틀이 홈 경기장으로 사용했던 키 아레나를 사용하게 될 것이라고 한다. 이후에는 신축 구장을 새로운 홈 경기장으로 사용할 전망이다.

### 최종 잔류
2013년 5월 1일 NBA 연고지 이전 위원회가 새크라멘토 킹스의 연고지 이전을 만장일치로 부결한 것으로 알려졌다. 미국 스포츠 전문채널 ESPN은 NBA 연고지 이전 위원회의 투표 결과 연고지 이전 위원회에 소속된 구단주 12명 전원이 새크라멘토의 시애틀 이전을 반대한 것으로 전했다. 이로써 시애틀을 새로운 연고지로 삼으려던 새크라멘토의 바람이 이뤄질 가능성은 크게 줄어들었다. 최종 거취는 오는 5월 14일 중순 30개 구단주 투표에서 결정된다. 구단 매각에는 23명의 구단주, 연고지 이전에는 16명의 구단주의 승인이 필요하다. 하지만 이번 연고지 이전 위원회 12명의 구단주 전원이 반대의사를 표명해 새크라멘토의 시애틀 이전 확률은 상당히 줄어들었다.
2013년 5월 16일 미국 스포츠 전문채널 ESPN은 댈러스에서 열린 구단주 회의에서 열린 새크라멘토 구단의 연고지 이전 투표 결과 22-8로 부결되었다고 보도했다. 연고지 이전 승인은 16명의 구단주의 승인이 필요하다. 그러나 8명의 구단주만이 찬성표를 던졌다. 지난 1일 NBA 연고지 이전위원회 회의에서 새크라멘토의 연고지 이전이 만장일치로 부결되었다. 이어 보름 뒤 열린 구단주 회의에서도 연고지 이결이 부결되면서 킹스의 새크라멘토 잔류가 확정되었다. 케빈 존슨 새크라멘토 시장은 투자자를 구하기 시작했다. 결국 퀄컴 CEO 폴 제이콥스, TIBCO 대표 비벡 레너딥 등으로 구성된 새크라멘토 투자그룹을 형성하는데 성공, 시애틀 투자그룹과 맞섰다. 11일 연고지 이전위원회 회의에서 이전이 부결되자 시애틀 투자 그룹은 승부수를 던졌다. 시애틀 투자그룹은 말루프 형제에 제시한 금액을 3억 5천800만달러에서 4억 900만달러로 올렸고, 연고지 이전 금액 또한 1억 1천500만달러를 제시했다. 연고지 이전 금액은 가장 최근 시애틀에서 오클라호마씨티로 이전할 때 오클라호마씨티가 냈던 3천만달러의 4배에 가까운 금액이다.시애틀 투자그룹의 승부수에도 불구, 22개 팀 구단주들은 다시 한 번 새크라멘토의 손을 들어주면서 시애틀 슈퍼소닉스의 부활은 물거품이 되었다. 새크라멘토 잔류가 확정되자 존슨 시장은 “킹스의 새크라멘토 잔류 소식은 새크라멘토 사회에 있어 정말 좋은 소식이다. 이 같은 결정을 내린 NBA 구단주들과 잔류를 지원해준 팬들에게 감사한다”고 전했다. 이 소식에 데이빗 스턴 총재는 “이 일의 가장 큰 승자는 새크라멘토”라며 새크라멘토 관계자들에 축하 메시지를 보냈다.

## 역대 홈경기장

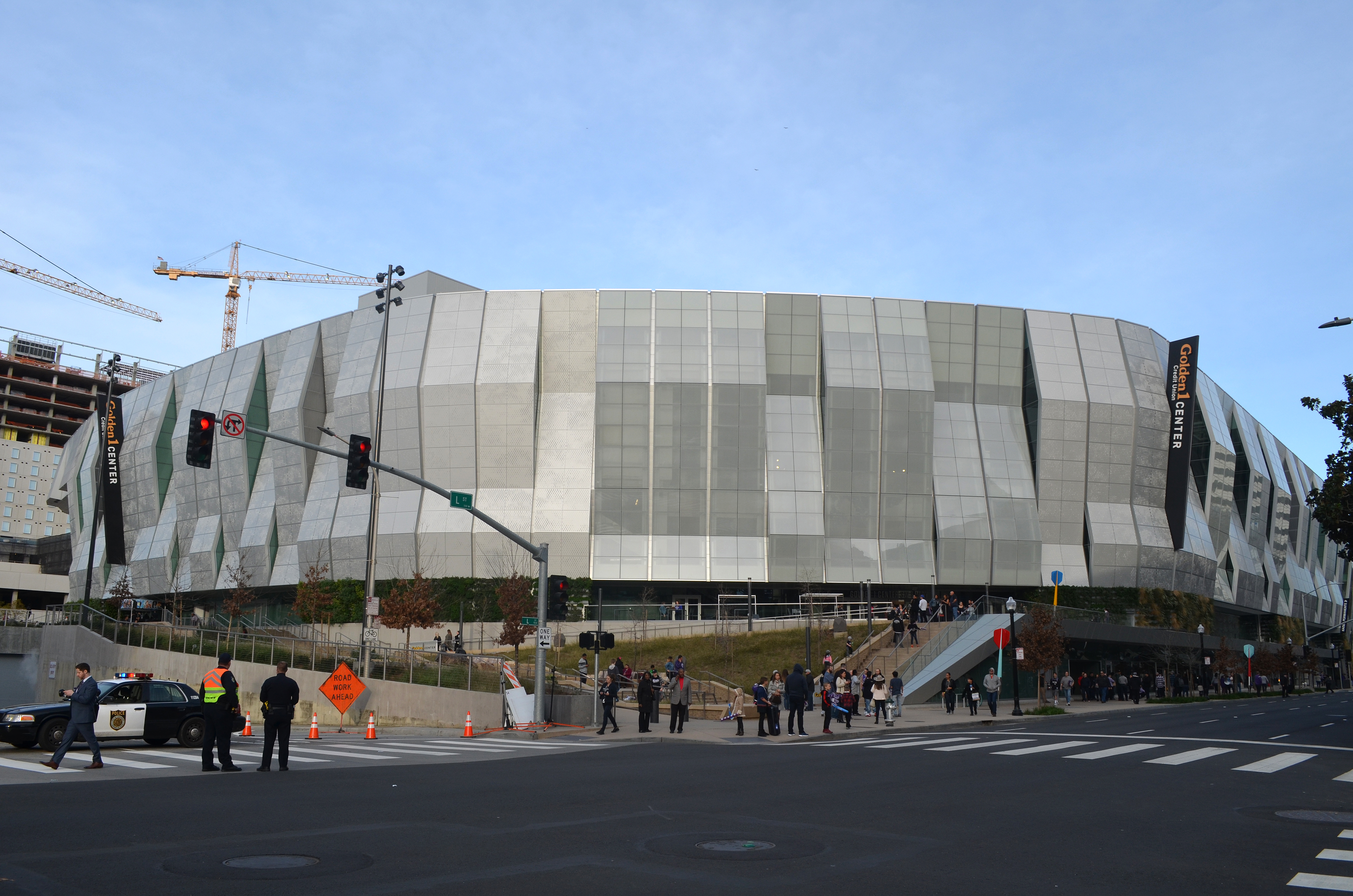
새크라멘토 킹스의 홈경기장인 경기장 골든 1 센터

| 로체스터 로열스                |                             |          |                         |                                                                     |
| 에드거톤 파크 아레나           | 1945년~1955년               | 4,200명  | 뉴욕주 로체스터         | 빈칸                                                                |
| 로체스터 워 메모리얼           | 1955년~1957년               | 12,428명 | 뉴욕주 로체스터         | 빈칸                                                                |
| 신시내티 로열스                |                             |          |                         |                                                                     |
| 신시내티 가든                  | 1957년~1972년               | 11,000명 | 오하이오주 신시내티     | 빈칸                                                                |
| 캔자스시티-오마하 킹스         |                             |          |                         |                                                                     |
| 캔자스시티 뮤니시펄 오디토리움 | 1972년~1974년 1979년~1980년 | 9,287명  | 미주리주 캔자스시티     | 빈칸                                                                |
| 오마하 시빅 오디토리움         | 1972년~1978년               | 9,300명  | 네브래스카주 오마하     | 제2홈경기장                                                         |
| 캔자스시티 킹스                |                             |          |                         |                                                                     |
| 캠퍼 아레나                    | 1974년~1985년               | 16,700명 | 미주리주 캔자스시티     | 빈칸                                                                |
| 새크라멘토 킹스                |                             |          |                         |                                                                     |
| 아코 아레나 I                  | 1985년~1988년               | 10,333명 | 캘리포니아주 새크라멘토 | 새크라멘토 스포츠 아레나 (1985년)                                   |
| 슬립 트레인 아레나             | 1988년~2016년               | 17,317명 | 캘리포니아주 새크라멘토 | 아코 아레나 II (1988년~2011년) 파워 밸런스 파빌리언 (2011년~2012년) |
| 골든 1 센터                    | 2016년~현재                 | 17,500명 | 캘리포니아주 새크라멘토 | 빈칸                                                                |

## 영구 결번
| 번호            | 이름                           | 포지션 | 활동 기간     | 비고                                     |
| --------------- | ------------------------------ | ------ | ------------- | ---------------------------------------- |
| 새크라멘토 킹스 |                                |        |               |                                          |
| 빈칸            | 아코 아레나 슬립 트레인 아레나 | 빈칸   | 1988년~2016년 | 전 홈경기장임.                           |
| 1               | 네이트 아치볼트                | 가드   | 1970년~1976년 | 빈칸                                     |
| 2               | 미치 리치몬드                  | 가드   | 1991년~1998년 | 빈칸                                     |
| 4               | 크리스 웨버                    | 포워드 | 1998년~2005년 | 빈칸                                     |
| 6               | 더 팬                          | 빈칸   | 빈칸          | 새크라멘토 킹스 팬들을 위해서 결번 시킴. |
| 6               | 빌 러셀                        | 센터   | 빈칸          | NBA 최초로 전 구단 영구결번됨.           |
| 11              | 밥 데이비스                    | 가드   | 1948년~1955년 | 도만타스 사보니스 (2024년~현재) 착용함.  |
| 12              | 모리스 스탁스                  | 포워드 | 1955년~1958년 | 빈칸                                     |
| 14              | 오스카 로버트슨                | 가드   | 1960년~1970년 | 빈칸                                     |
| 16              | 페자 스토야코비치              | 포워드 | 1998년~2005년 | 빈칸                                     |
| 21              | 블라디 디박                    | 센터   | 1999년~2004년 | 2015년~2020년 회장 겸 단장               |
| 27              | 잭 트와이먼                    | 포워드 | 1955년~1966년 | 빈칸                                     |
| 44              | 샘 레이시                      | 센터   | 1970년~1981년 | 빈칸                                     |

## 라이벌
- 필라델피아 세븐티식서스
- 로스앤젤레스 클리퍼스
- 클리블랜드 캐벌리어스
- 애틀랜타  호크스

## 같이 보기
- 새크라멘토 모나크스